# 72nd Street (linea IND Eighth Avenue)
72nd Street è una fermata della metropolitana di New York situata sulla linea IND Eighth Avenue. Nel 2019 è stata utilizzata da 2 837 041 passeggeri. È servita dalla linea C sempre tranne di notte, dalla linea B durante i giorni feriali esclusa la notte, e dalla linea A solo di notte.

## Storia
La stazione fu aperta il 10 settembre 1932. È stata ristrutturata tra maggio e ottobre 2018.

## Strutture e impianti
La stazione è posta al di sotto di Central Park West e si sviluppa su due livelli, entrambi ospitano una banchina laterale e due binari, uno per i treni locali e uno per quelli espressi. La banchina superiore è servita dai treni in direzione nord, quella inferiore dai treni in direzione sud. Nel livello superiore sono posizionati due scale per il livello inferiore e due gruppi di tornelli, quello nord ha due scale che portano all'incrocio con 72nd Street, mentre quello sud ha una scala che porta nell'angolo sud-ovest dell'incrocio con 70th Street.

## Interscambi
La stazione è servita da alcune autolinee gestite da MTA Bus e NYCT Bus.
- Fermata autobus